# Mikroregion Brodec
Mikroregion Brodec je dobrovolný svazek obcí z podhůří Orlických hor v jižní části okresu Rychnov nad Kněžnou na pomezí Královéhradeckého a Pardubického kraje. Sdružuje celkem devět obcí a pojmenován byl podle potoka Brodec, který prochází v délce 19 km jeho územím a vlévá se do Divoké Orlice.

## Historie
Svazek obcí byl založen v roce 2000. Hlavním cílem svazku po jeho založení bylo provést plynofikaci všech členských obcí. Celkovým nákladem 34 milionů Kč byla plynofikace dokončena v roce 2003.
Dalšími společnými akcemi mikroregionu Brodec byla společná příprava obcí v oblasti cykloturistiky, společný projekt zavedení Internetu technologií WiFi a zavedení bezdrátového rozhlasu v obcích svazku. Projekt s žádostí o dotaci ze strukturálních fondů Evropské unie (SROP) byl podat v měsíci červenci 2004.
DSO Brodec sdružoval zpočátku celkem šest obcí. Byly to obce Borovnice, Chleny, Krchleby, Lhoty u Potštejna, Svídnice a Vrbice. Obec Vrbice se stala v roce 2004 Vesnicí roku Královéhradeckého kraje a v celostátním kole obsadila třetí místo.
V roce 2007 se ke svazku připojily obce Polom, Proruby a Kostelecké Horky.

## Zajímavosti a kulturní památky
- Rozhledna Vrbice
- Poutní místo Homole s unikátním schodištěm
- Zámeček Přestavlky
- Lovecký zámeček Hájek (Polom)
- Borovnická kaplička a socha Jana Nepomuckého
- Svídnická borovice
- Horákův buk ve Lhotách u Potštejna

## Členské obce
- Borovnice
- Chleny
- Kostelecké Horky
- Krchleby
- Lhoty u Potštejna
- Polom
- Proruby
- Svídnice
- Vrbice